# Allocheilos guangxiensis
Allocheilos guangxiensis là một loài thực vật có hoa trong họ Tai voi. Loài này được H.Q.Wen, Y.G.Wei & S.H.Zhong mô tả khoa học đầu tiên năm 2000.